# PPF
PPF Group N.V. је чешка финансијска и инвестициона група основана у Холандији. PPF Group улаже у више сегмената тржишта као што су финансијске услуге, телекомуникације, биотехнологија, некретнине и машинство. PPF Group се протеже од Европе до Северне Америке и широм Азије. Активан је у Чешкој, Словачкој, Србији, Мађарској, Црној Гори, Холандији, Бугарској, Хрватској, Пољској, Румунији, Словенији, Русији, Казахстану, Финској, Немачкој, Индији, Индонезији, Вијетнаму, Филипинима, Кини, Француској, Уједињеном Краљевству и САД.
Имовина групе на дан 31. децембра 2019. вреди 48,6 милијарди евра.